# Robert Anderson (malarz)
Robert A. Anderson (ur. 1946) – amerykański malarz.

## Życiorys
Urodził się w 1946 r. Ukończył Yale University w 1968 r., po czym w latach 1969–1972 należał do korpusu rezerwy Marynarki Wojennej USA i uczestniczył w wojnie w Wietnamie. Po powrocie studiował w School of Fine Arts w Bostonie do 1975 r., skupiając się na malarstwie portretowym. W 1981 r. uzyskał pierwszą nagrodę w National Portrait Seminar Competition w Nowym Jorku. Ponadto przez 15 lat był ilustratorem w John H. Breck Company. W latach 1984–1989 współpracował z United States Postal Service, tworząc portrety na potrzeby amerykańskich znaczków pocztowych z serii Wielcy Amerykanie (m.in. John Harvard, Czerwona Chmura, Siedzący Byk). National Portrait Gallery zamówiła u niego portret prezydenta George’a W. Busha.